# ۱۳۲۸ (خورشیدی)
سال ۱۳۲۸ هجری خورشیدی سال عادی بود و از دوشنبه ۲۰ جمادی‌الاول ۱۳۶۸‏/۲۱ مارس ۱۹۴۹ تا دوشنبه ۱ جمادی‌الثانی ۱۳۶۹‏/۲۰ مارس ۱۹۵۰ بود.

## رویدادها
- ۱۵ فروردین: تأسیس پیمان ناتو
- ۲۱ اردیبهشت (۱۱ مهٔ ۱۹۴۹) ـ پذیرفته شدن اسرائیل به عنوان پنجاه و نهمین عضو سازمان ملل متحد
- ۲۱ اردیبهشت (۱۱ مهٔ ۱۹۴۹) ـ تغییر نام کشور سیام به تایلند

تاریخ نامعلوم
- تأسیس جبهه ملی ایران به رهبری دکتر محمد مصدق
- انتشار اولین جلد دائرةالمعارف آریانا، در کابل

## زادروزها
- ۴ فروردین - علی اکبر صالحی، سیاستمدار
- ۲۹ خرداد - ابراهیم حامدی، مشهور به «ابی»، خواننده
- ۳ تیر - علی جنتی، سیاستمدار
- ۳ تیر - علیرضا نوری‌زاده، نویسنده، روزنامه‌نگار و کارشناس مسائل ایران و خاورمیانه
- ۱۸ تیر - علی‌اکبر عبدالرشیدی، روزنامه‌نگار، مترجم و نویسنده
- ۶ شهریور - بهرام زند، دوبلور
- ۵ مهر - امیرحسین فردی، نویسنده و روزنامه‌نگار
- ۲۳ آبان - غلامحسین لطفی، بازیگر، کارگردان و نویسنده
- ۲۸ آبان - ستار، خواننده
- (۲۵آبان) مهندس و محقق حسین دژاکام. بنیانگذار کنگره۶۰
- ۶ آذر - شاهرخ شاهید، خواننده
- ۲۵ آذر - کیومرث پوراحمد، کارگردان
- ۲۸ آذر - ناصر حجازی، بازیکن و مربی فوتبال
- ۲۹ آذر - عباس صادقی، شاعر و ترانه‌سرا
- ۱۱ دی - محمد فرهادی، سیاستمدار
- ۱۸ بهمن - سوسن تسلیمی، بازیگر
- ۲۹ بهمن - شهرام ناظری، خواننده، آهنگساز و استاد موسیقی اصیل ایرانی
- ۱ اسفند - مسعود فردمنش، خواننده و ترانه‌سرا
- ۱۸ اسفند - سرلشکر سید عطاالله صالحی، از فرماندهان ارتش جمهوری اسلامی ایران
- ۲۵ اسفند - پریسا، از خوانندگان موسیقی سنتی ایرانی

تاریخ نامعلوم
- بهمن - عبدالله نوری، وزیر کشور ایران در کابینه‌های اول هاشمی رفسنجانی و سید محمد خاتمی
- اسماعیل شوشتری، وزیر دادگستری در دولتهای هاشمی رفسنجانی و خاتمی
- ابوالقاسم رحمانی، نماینده دوره هشتم مجلس شورای اسلامی در حوزه انتخابیه فارس (اقلید

## درگذشت‌ها
- ۶ خرداد - محمد قزوینی معروف به علامه قزوینی، ادیب و پژوهشگر تاریخ و فرهنگ ایران.
- ۱۳ آبان_ ترور عبدالحسین هژیر از نخست وزیران دوره پهلوی هنگام خروج از مجلس عزاداری در مسجد سپهسالار تهران توسط حسن امامی از اعضای جمعیت فدائیان اسلام.
- ۳ آذر - محمدعلی شاه‌آبادی فیلسوف ایرانی